# 曾欣
曾欣（1966年10月—），男，汉族，湖南衡阳人，中华人民共和国政治人物。

## 生平
毕业于中国刑事警察学院刑侦系。长期在公安部工作，先后担任公安部科技司科员，十二局副主任科员、主任科员、副处长、处长、副局长。
2011年9月，任公安部十二局局长。
2012年9月，任湖北省公安厅党委书记、厅长。2014年3月起，任湖北省人民政府副省长、党组成员，省公安厅党委书记、厅长。
2020年6月，调任广西壮族自治区党委常委、政法委书记。2021年11月，不再担任中共广西壮族自治区党委常委、政法委书记。